# Jeff Blatnick
Jeffrey Carl Blatnick, detto Jeff (Niskayuna, 26 luglio 1957 – 24 ottobre 2012), è stato un lottatore statunitense, specializzato nella lotta greco-romana.

## Palmarès

### Olimpiadi
- 1 medaglia:
  - 1 oro (Los Angeles 1984 nella categoria +100 kg)